# История Азии
История Азии как коллективная история стран Азии.

## Доисторическая Азия

#### Палеолит
Орудия олдувайской культуры и окаменелости млекопитающих были найдены в долине Эз-Зарка в отложениях формации Даукара (Dawqara Formation), датируемых возрастом от 2,48 до 1,95 млн лет назад. Археологические памятники Восточного Казахстана Курчум-1 и Курчум-2 соответствуют усть-убинской свите, верхняя граница которой датируется возрастом ок. 1,8 млн лет назад. Микролитическая индустрия на израильской местонахождении Еврон (Evron-Quarry) датируется возрастом >1,5 — <2,4 млн лет, на израильской стоянке Бизат Рухама — возрастом ок. 1 млн лет. В эпоху раннего палеолита территория Аравийского полуострова стала первым местом, откуда человечество начало победное шествие по планете.
Останки дманисийских гоминидов (1,8—1,9 млн лет), найденных в Грузии, являются древнейшими находками рода Homo не только в Евразии, но и в целом за пределами Африки. Человеческие останки в Убайдия (Израиль) датируются возрастом ок. 1,4 млн лет.
На острове Флорес 700 тыс. лет назад обитал карликовый вид людей, сходный с видом Homo floresiensis, вымершим 60—100 тыс. лет назад.
Останки архантропов возрастом около 0,5—1 млн лет известны с острова Ява в Индонезии (явантроп, мегантроп), из Китая (юаньмоуский человек, синантроп, ланьтяньский человек), Израиля (Гешер-Бенот Яаков), Сирии (Надауйе Айн Аскар).
В турецкой в провинции Денизли в местонахождении Кокабас обнаружена черепная крышка вида Homo erectus возрастом 330—510 тыс. лет.
380—200 тыс. л. н. были населены пещера Кесем в Израиле и Азыхская пещера (азыхантроп) в Азербайджане.
Данные люминесцентной хронологии указывают, что 130 тыс. лет назад Аравийский полуостров был относительно жарче, количество дождевых осадков было выше, благодаря чему он представлял собой покрытую растительностью и пригодную для обитания землю. В это время уровень Красного моря упал, и ширина его южной части составляла всего 4 км. Это на короткое время создало для людей возможность форсирования Баб-эль-Мандебского пролива, через который они достигли Аравии и основали ряд первых стоянок на Ближнем Востоке — таких, как Джебель Файя (en:Jebel Faya). Ранние мигранты, спасаясь от климатических изменений в Африке, перешли через «Врата Скорби» на территорию современных Йемена и Омана и дальше через Аравийский полуостров в поисках более благоприятных климатических условий. Между Красным морем и Джебель-Файя (ОАЭ) — расстояние в 2000 км, где ныне располагается непригодная к жизни пустыня, однако около 130 тыс. лет назад, в эпоху окончания очередного ледникового периода, Красное море было достаточно мелким, чтобы пересечь его вброд или на небольшом плоту, а Аравийский полуостров представлял собой не пустыню, а покрытую зеленью местность. Вторая фаланга среднего пальца руки человека, найденная в местонахождении Таас-эль-Гадха (Taas al-Ghadha) недалеко от оазиса Тайма (Тема) на северо-западе Саудовской Аравии, датируется возрастом 90 тыс. лет.
С концом ледникового периода в Европе климат стал более жарким и засушливым и Аравия превратилась в пустыню, плохо приспособленную для жизни человека.
Денисовский человек жил в Денисовой пещере от 130 до 73 тыс. лет назад, в тибетской пещере Байшия (Китай) — приблизительно 160 тыс. лет назад.
Находки неандертальцев в Азии распространены от Ближнего Востока (Шанидар, Схул, Кафзех, Табун) до Сибири и Средней Азии (пещера Окладникова, Чагырская пещера, Денисова пещера, Тешик-Таш, Ангиляк).
Кости предполагаемых «ранних современных Homo sapiens» (EMHS) из пещеры Мислия (Misliya Cave) на горе Кармель датируются возрастом 194—177 тыс. лет назад. Кости из китайского местонахождение Суйцзияо (en:Xujiayao) датируются возрастом 125—104 тыс. лет назад. Зубы из китайского Бицзе, схожие с зубами анатомически современных людей, датируются возрастом от 112 тыс. до 178 тыс. лет назад. Находки предполагаемых сапиенсов из китайской пещеры Чжижэнь датируются возрастом от 116 до 106 тыс. лет назад.
В плейстоцене человек прямоходящий проживал на плато Потхохар в верхнем Пенджабе, а также вдоль реки Соан близ Равалпинди. Находки так называемой соанской культуры (названной по реке) встречаются в регионе Сивалик, расположенном на рубеже современных Индии, Непала и Пакистана.
В период от 77 000 до 69 000 лет назад на севере центральной части острова Суматра произошло извержение вулкана Тоба, которое могло привести к образованию эффекта бутылочного горлышка, в результате которого численность человеческой популяции сократилась до 2 тысяч человек.

##### ПрибытиеHomo sapiensв Азию (верхний палеолит)
Анализ мтДНК показывает, что Homo sapiens мигрировал в Южную Азию около 70—50 тыс. лет назад. Анализ Y-хромосомы показал, что житель деревни, расположенной к западу от Мадураи, является прямым потомком одного из этих ранних мигрантов. В дальнейшем мигранты расселились далее в Юго-Восточной Азии, достигнув Австралии около 40—60 тыс. лет назад (Окаменелости озера Мунго).
Грацильная лобная кость Homo sapiens TPL 7 из известняковой пещеры Там Па Линг (Пещера обезьян) имеет геологический возраст более 70 тыс. лет назад.
Человек из Кальяо (en:Callao Man) и человек из Табона (en:Tabon Man) на Филиппинских островах жили 66,7 ± 1 тыс. лет назад и 47 ± 11 тыс. лет назад соответственно. Останки мальчика из грота Оби-Рахмат, похожего и на неандертальца, и на кроманьонца, датируются возрастом не менее 50 тысяч лет.
Череп TPL 1 из лаосской пещеры Там Па Линг датируется возрастом ок. 46 тысяч лет назад.
Усть-ишимский человек из России датируется возрастом 45 тыс. лет, также как и сопкаргинский мамонт с Таймыра, на скуловой кости которого учёные выявили повреждение от тяжёлого копья.
Зуб Khudji 1 со стоянки Худжи (Таджикистан) датируется возрастом 42110+2440/-1870 лет назад. Человек из китайской пещеры Тяньюань (en:Tianyuan man) датируется возрастом 37—42 тыс. лет. Человек из малайзийской пещеры Ниа на острове Калмантан (Борнео) датируется возрастом 37—42 тыс. лет. Человек из пещеры Логово Гиены (Россия) датируется возрастом ок. 34—34,5 тыс. лет назад. Человек из местонахождения Покровка II (Малый Лог II) на берегу Красноярского водохранилища (Россия) датируется возрастом 27740±150 лет. К верхнему палеолиту относятся архаичные палеоантропологические находки из армянских пещерных стоянок Ереван I и Лусакерт I.
В пещерах Шри-Ланки обнаружены наиболее ранние следы деятельности человека современного типа в Южной Азии, датируемые возрастом ок. 34 тыс. лет назад (Kennedy 2000: 180).
Находки в Белане на юге штата Уттар-Прадеш датируются радиоуглеродным методом около 18—17 тыс. лет назад. Также известны образцы палеолитического наскального искусства.
В пещерах Бхимбетка люди жили в верхнем палеолите (10—8 тыс. до н. э.) — в них обнаружены настенные рисунки, датируемые около 7000 г. до н. э. В пакистанских регионах Сиваликс и Потвар найдено большое количество останков позвоночных животных и палеолитических орудий, которые изготавливались в то время из шерта, яшмы и кварцита.

#### Мезолит
Технологии, характерные для мезолита, в Южной Азии встречались прежде всего на Шри-Ланке, где довольно рано появились микролиты, началась расчистка местности под сельскохозяйственные культуры. Вместе с тем, в местном хозяйстве продолжали доминировать охота и собирательство, жилища были сезонными.
В Южной Индии мезолит сохранялся очень долго, параллельно с бронзовым веком в Северной Индии, вплоть до прихода туда носителей металлургических технологий с севера.

#### Неолит
На Ближнем Востоке неолит начался около 9500 лет до н. э.
В ближневосточном центре неолитической революции к раннему неолиту относятся культуры докерамического неолита, существовавшие до кризиса 6200 г. до н. э. Керамика раньше всего появляется в селениях Чатал-Гуюк, Джармо, Хаджилар.
В дальневосточном центре неолитической революции к этому периоду относятся культуры Пэнтоушань и Пэйлиган. Одновременно с ними существовали субнеолитические культуры Дзёмон, в рамках которой была изобретена керамическая посуда, и Хоа Бин, с которой ассоциируют одомашнивание ряда садово-огородных растений.
Одним из наиболее ранних неолитических памятников в Индии является Лахурадева в средней части Ганга. Он датируется радиоуглеродным методом около 7 тыс. до н. э. Недавно был обнаружен ещё один памятник (условное название Джхуси, en:Jhusi) близ слияния рек Ганг и Ямуна, неолитические слои которого датируются около 7100 г. до н. э.
Докерамический неолит (Мергарх I, Белуджистан, Пакистан, также известный как «ранняя эра пищевого производства») продолжался примерно с 7000 по 5500 г. до н. э. Керамический неолит продолжался до 3300 г. до н. э., его пережитки наблюдались в ранний период существования Хараппской цивилизации медного и раннего бронзового века.
В Южной Индии неолит начался не ранее 3000 г. до н. э. и продолжался примерно до 1400 г. до н. э. Археологические раскопки показывают, что Южная часть Индии была заселена людьми дольше всего (особенно Тамил Наду). В Адичаналлуре, в 24 км от Тирунелвели, археологи из Археологической комиссии Индии обнаружили 169 глиняных урн, содержавших человеческие черепа, скелеты и кости, а также шелуху и зёрна риса, обугленный рис и неолитические топоры-кельты, что позволило отнести захоронения в урнах к неолитическому периоду. Они датируются около 3800 лет назад.
Неолит Южной Индии характеризуется курганными погребениями с трупосожжением начиная с 2500 года в регионе Андхра-Карнатака, которые постепенно распространяются в Тамил-Наде. Сравнительные раскопки, проведенные в Адичаналлуре в округе Тхирунелвели и в Северной Индии, выявили свидетельства миграции в южном направлении местной мегалитической культуры Наиболее раннее явное свидетельство присутствия мегалитических урновых погребений относится примерно к 1000 г. до н. э., обнаружено в нескольких местах в штате Тамил Наду, и главным образом в Адичаналлуре, в 24 км от Тирунелвелли, где археологи обнаружили 12 урн с надписями письмом брахми на тамильском языке.
На территории Индонезии около 2000 г. до н. э. австралоиды были поглощены более многочисленными монголоидными племенами во время экспансии австронезийцев.

## Древний мир

### Бронзовый век

#### Передняя Азия (Ближний Восток)

##### Ранний бронзовый век

###### Шумерская цивилизация
Во второй половине 4-го тыс. до н. э. в Южной Месопотамии появились шумеры — народ, который в более поздних письменных документах называет себя «черноголовыми» (шумер. «санг-нгига», аккад. «цальмат-каккади»). Это был народ этнически, лингвистически и культурно чуждый семитским племенам, заселившим Северную Месопотамию приблизительно в то же время или несколько позднее. Шумерский язык, с его причудливой грамматикой, не родствен ни одному из сохранившихся до наших дней языков. Попытки отыскать их первоначальную родину до сих пор оканчивались неудачей.
Шумер, расположенный на юге Месопотамии, является древнейшей в мире цивилизацией, которая существовала с возникновения первого поселения в Эриду во время убайдского периода (конец 6 тыс. до н. э.), продолжала существовать во время урукского (4-е тыс. до н. э.) и династического периода (3-е тыс. до н. э.) и пришла в упадок во времена расцвета Ассирии и Вавилона в конце 3 — начале 2 тыс. до н. э. Аккадская империя, которую основал Саргон Великий, существовала с 24-го по 21-й века до н. э., и считается первой в мире империей. Аккадские территории со временем распались на ассирийское и вавилонское царства.
По всей видимости, страна, откуда пришли шумеры, находилась где-то в Азии, скорее в горной местности, но расположенной таким образом, что её жители смогли овладеть искусством мореплавания. Свидетельством того, что шумеры пришли с гор, является их способ постройки храмов, которые возводились на искусственных насыпях или на сложенных из кирпича или глиняных блоков холмах-террасах. Едва ли подобный обычай мог возникнуть у обитателей равнин. Его вместе с верованиями должны были принести со своей прародины жители гор, воздававшие почести богам на горных вершинах. И ещё одно свидетельство — в шумерском языке слова «страна» и «гора» пишутся одинаково.
Многое говорит и за то, что шумеры пришли в Месопотамию морским путём. Во-первых, они, прежде всего, появились в устьях рек. Во-вторых, в их древнейших верованиях главную роль играли боги Ану, Энлиль и Энки. И, наконец, едва поселившись в Двуречье, шумеры сразу же занялись организацией ирригационного хозяйства, мореплаванием и судоходством по рекам и каналам. Первые шумеры, появившиеся в Месопотамии, составляли небольшую группу людей. Думать о возможности массовой миграции морским путём в то время не приходится. В эпосе шумеров упоминается их родина, которую они считали прародиной всего человечества — остров Дильмун, однако гор на этом острове нет.
Обосновавшись в устьях рек, шумеры овладели городом Эреду. Это был их первый город. Позднее они стали считать его колыбелью своей государственности. По прошествии ряда лет шумеры двинулись вглубь Месопотамской равнины, возводя или завоёвывая новые города. Для наиболее отдалённых времён шумерская традиция является настолько легендарной, что не имеет почти никакого исторического значения. Уже из данных Бероса было известно, что вавилонские жрецы делили историю своей страны на два периода: «до потопа» и «после потопа». Берос в своём историческом труде отмечает 10 царей, правивших «до потопа», и приводит фантастические цифры их правления. Те же данные приводит и шумерский текст 21-го века до н. э., так называемый «Царский список». Кроме Эреду, в качестве «допотопных» центров шумеров «Царский список» называет Бад-Тибиру, Ларак (впоследствии малозначимые поселения), а также Сиппар на севере и Шуруппак в центре. Этот пришлый народ подчинил себе страну, не вытеснив — этого шумеры просто не могли — местного населения, а напротив они восприняли многие достижения местной культуры.
Тождество материальной культуры, религиозных верований, общественно-политической организации различных шумерских городов-государств отнюдь не доказывает их политической общности. Напротив, скорее можно предположить, что с самого начала экспансии шумеров вглубь Месопотамии возникло соперничество между отдельными городами, как вновь основанными, так и завоёванными.

###### Элам
Древний Элам располагался к востоку от Шумера и Аккада, на крайнем западе и юго-западе современного Ирана, от низин Хузестана и остана Илам. В древнеэламский период (около 3200 г. до н. э.) он состоял из ряда царств на Иранском плато с центром в Аншане
Протоэламская цивилизация существовала в период 3200 — 2700 гг. до н. э., когда Сузы, позднее — столица Элама, стала приобретать влияние над культурами Иранского плато. Эта цивилизация считается древнейшей в Иране, существовавшей одновременно с соседней шумерской. Протоэламское письмо, пока не дешифрованное, использовалось краткое время, пока не было заменено новой письменностью — эламской клинописью.
Начиная с середины 2 тыс. до н. э. центром Элама стали Сузы в низине Хузестан.
Элам был поглощён Ассирийской империей в 8-7 вв. до н. э., однако эламская цивилизация сохранялась до 539 г. до н. э., когда её окончательно ассимилировали персы.

###### Амореи
Амореи были кочевым семитским народом, занимавшим территорию к западу от Евфрата начиная со 2-й половины 3 тыс. до н. э. В наиболее ранних шумерских источниках, начиная с 2400 г. до н. э., страна амореев («Mar.tu») связывается с землями к западу от Шумера, включая Сирию и Ханаан, хотя прародиной амореев была, скорее всего, Аравия. В конце концов амореи заселили Месопотамию, где они правили в таких государствах, как Исин, Ларса, а позднее — Вавилон.

##### Средний бронзовый век
- Ассирия, испытав краткий период владычества Митанни, стала великой державой после прихода к власти Ашшур-убаллита I в 1365 г. до н. э. и сохраняла этот статус до смерти Тиглатпаласара I в 1076 г. до н. э. В это время Ассирия соперничала с Древним Египтом и доминировала на большей части Ближнего Востока.
- Вавилон, изначально основанный как аморейское царство, оказался под властью касситов на 435 лет. В период касситского владычества наблюдался застой, когда Вавилон нередко попадал под влияние Ассирии или Элама.
- Ханаан: Угарит, Кадеш, Мегиддо, Израильское царство
- Хеттское царство было основано вскоре после 2000 г. до н. э. и стало великой державой, доминировавшей в Анатолии и в Леванте до 1200 г. до н. э., когда сначала его привели в упадок набеги фригийцев, а затем окончательно завоевала Ассирия.

##### Поздний бронзовый век
Хурриты появились на севере Месопотамии и на территориях непосредственно к востоку и западу от неё начиная примерно с 2500 г. до н. э. Их появление связывается с миграцией носителей куро-аракской культуры с территории Кавказа. Ядром их первоначального расселения был Субарту в долине реки Хабур. Позднее хурриты утвердили свою власть как правители нескольких небольших царств на севере Месопотамии и Сирии, из которых крупнейшим и сильнейшим было царство Митанни. Хурриты сыграли важную роль в истории хеттов, соседствовавших с ними с запада.
Митанни было хурритским царством в северной Месопотамии, которое возникло около 1500 г. до н. э., а в период наивысшего могущества в XIV в. включало территории юго-востока Анатолии, север современных Сирии и Ирака (территория, примерно соответствующая современному этническому Курдистану) со столицей Вашуканни, местоположение которой ещё не установлено археологами. Во главе Митанни стояла элита индоарийского происхождения (индоарийцы вторглись в Левант около 17 в. до н. э.), из языка которых в документах Митанни засвидетельствована богатая лексика (в частности, связанная с лошадьми). С их движением связывается распространение в Сирии керамики, которую ассоциируют с куро-араксской культурой, хотя в этом случае возникают противоречия по поводу датировки.
На крайнем востоке Анатолии существовало царство Ишува, название которого впервые засвидетельствовано во 2 тыс. до н. э. В классический период его территория вошла в состав Армении. Ранее, в эпоху неолита, Ишува была одним из первых центров возникновения сельского хозяйства. Около 3500 г. в долинах верховьев Евфрата возникают городские центры. За ними в 3 тыс. до н. э. возникают первые государства. В самой Ишуве обнаружены лишь немногочисленные письменные источники; большая часть сведений о ней известна по хеттским текстам.
К западу от Ишувы находилось Хеттское царство, представлявшее угрозу для неё. Хеттский царь Хаттусили I (около 1600 г. до н. э.) провёл свои войска через Евфрат, разрушив города на своём пути, что хорошо согласуется с развалинами со следами пожаров в археологических слоях соответствующей эпохи в Ишуве. После коллапса Хеттского царства в начале 12 в. до н. э. в Ишуве возникло новое государство. Город Малатья стал центром одного из сиро-хеттских царств. Возможно, ещё до окончательного завоевания ассирийцами Ишува была ослаблена миграциями кочующих народов. Упадок, наблюдавшийся на её территории с 7 в. до н. э. и до римского завоевания был, вероятно, вызван этими миграциями. Позднее эту территорию заселили армяне, вероятно, генетически родственные прежнему населению Ишувы.
Киццувадна, ещё одно древнее царство бронзового века, существовала во 2 тыс. до н. э. в высокогорьях на юго-востоке Анатолии близ Искендерунского залива, окружая Таврские горы и реку Джейхан. Центром этого царства был город Кумманни, расположенный высоко в горах. Позднее эта же территория известна как Киликия.
Лувийский язык — вымерший язык анатолийской группы индоевропейской семьи. Носители лувийского языка постепенно распространились по Анатолии и сыграли решающую роль в период существования и после упадка Хеттской империи в 1180 г., на территории которой их язык был широко распространён. Также лувийский язык был широко распространён в сиро-хеттских царствах на территории Сирии, таких, как Мелид и Кархемиш, а также в царстве Табал на территории центральной Анатолии, которое процветало около 900 г. до н. э. Лувийский язык сохранился в двух формах: клинописный лувийский и иероглифический лувийский, для которых отличалось не только письмо, но и ряд диалектных особенностей.
Мари был древним шумерским и аморейским городом, расположенным в 11 км к северо-западу от современного города Абу-Камал на западном берегу реки Евфрат, примерно в 120 км к юго-востоку от Дейр-эз-Зора, Сирия. Считается, что он был населён с 5 тыс. до н. э., хотя период его расцвета относится ко времени между 2900 и 1759 г. до н. э., когда его разграбил Хаммурапи.
Ямхад был древним аморейским царством, в котором также поселилось большое количество хурритов, оказавших влияние на его культуру. Царство было могущественным в среднем бронзовом веке, около 1800—1600 г. до н. э. Его главным соперником была Катна далее к югу. В конце концов Ямхад разрушили хетты в 16 в. до н. э.
Арамеи были западносемитским полукочевым пастушеским народом, обитавшим в верхней Месопотамии и Араме (Сирия). Арамеи никогда не создавали единого царства; они были разбиты на ряд независимых государств по всему Ближнему Востоку. Несмотря на это, именно арамеям удалось распространить свой язык и культуру по всему Ближнему Востоку и даже за его пределами, что отчасти было связано с массовыми перемещениями населения в сменявших друг друга империях, в том числе Ассирии и Вавилоне. Арамеи, привыкшие к кочевому образу жизни, переносили эти переселения относительно безболезненно, тогда как многие другие культуры утрачивали свою идентичность в их ходе. В конце концов уже в железном веке арамейский язык стал официальным языком Персидской империи.

##### Бронзовый коллапс
Термин бронзовый коллапс был введён историками для обозначения резкого и драматичного перехода от позднего бронзового века к раннему железному веку. Это был период, связанный с ростом насилия, резким разрывом культурных традиций, крушением дворцовых экономик в Эгеида и Анатолии, где после нескольких столетий тёмных веков возникли новые государства, не имевшие преемственности с прежними.
Бронзовый коллапс можно рассматривать в контексте технологической истории — медленного распространения технологии обработки железа в регионе, начиная с ранних железных изделий в Румынии 13-12 в. до н. э. В период 1206—1150 г. друг за другом погибли такие великие культуры, как микенские царства, Хеттское царство в Анатолии и Сирии, египтяне были вытеснены из Сирии и Палестины, оборвались дальние торговые контакты и исчез ряд письменностей.
На первом этапе указанного периода почти все города между Троей и Газой (а также некоторые за пределами этого региона) были разрушены и нередко остались после этого необитаемыми (к примеру, такие, как Хаттуса, Микены, Угарит).
В 10 в. до н. э. завершились тёмные века; в это время растёт влияние сиро-хеттских (арамейских) царств в Сирии и Анатолии, а также Новоассирийской империи.

#### Южная Азия

##### Цивилизация долины Инда
С VII тыс. до н. э. в долине Инда и Сарасвати развивается производящее хозяйство. Выделяется особая раннеземледельческая культура, которую называют мергарской. В эту эпоху человек нашёл эффективный способ получения продуктов питания, оптимальное для данного региона развитие земледелия, охотничьего промысла и зарождающегося скотоводства. Это создавало все необходимые условия для перехода на качественно новую ступень — формирования нового культурно-исторического комплекса.
Культура долины Инда не была единственной в своём регионе. Так, в Амри ей предшествовала местная оригинальная культура, некоторое время сосуществовавшая с хараппской.
Индская или Хараппская цивилизация — одна из трёх наиболее древних цивилизаций человечества, наряду с древнеегипетской и шумерской. Из всех трёх она занимала наибольшую площадь. Хараппская цивилизация развивалась в долине реки Инд в 3300-1300 до н. э.. Наиболее значительные центры — Ракхигархи, Хараппа, Лотхал и Мохенджо-Даро. Население в годы расцвета составляло около 5 миллионов человек. В шумерских текстах Хараппская цивилизация предположительно носила название «Мелухха».
У хараппцев были развиты монументальное строительство, металлургия бронзы, мелкая скульптура. В зачатке находились частнособственнические отношения, а в основе сельского хозяйства лежало ирригационное земледелие. В Мохенджо-Даро были обнаружены едва ли не первые известные археологам общественные туалеты, а также система городской канализации.
Плодородная почва, высокое увлажнение, ботаническое богатство Индского центра способствовали раннему развитию земледелия, которое было основой хозяйства и дополнялось охотой и рыболовством, а на побережье — морским промыслом.
Поселения хараппской культуры состояли из цитадели и нижнего города, отличались тщательной планировкой, наличием канализационной структуры и фортификацией. Жилые дома предположительно были двухэтажными общей площадью до 355 м². Орудия труда изготавливались преимущественно из меди и бронзы.
Из-за крайне высокой роли ирригационной системы в жизни общины, требовался хорошо организованный институт власти. Возможно, что институт наследственной власти возник из культа предков, а жречество выполняло роль посредника между обожествляемой верхушкой политической иерархии и остальными слоями общества.
Важная роль отводилась внешней торговле: у хараппской цивилизации было сообщение с Месопотамией, Средней Азией, прямые торговые контакты доходили до Шумера и Аравии.
Первые данные о существовании доарийской цивилизации в западной Индии опубликовал в XIX в. Александр Каннингем. Окончательно существование Индской цивилизации было установлено в 1921—1922 гг. экспедицией во главе с Джоном Маршалом.

###### Письменность
Протоиндийская письменность до сих пор не дешифрована. Задача усложняется отсутствием сведений о языке и аутентичных текстов, а также краткостью обнаруженных надписей. Согласно гипотезе Ю. Кнорозова, протоиндийцы писали справа налево. Используемые иероглифические знаки, вероятно, были заимствованы из пиктографии или изобретены по её образцам. Наибольшей популярностью пользуется дравидская гипотеза (её поддерживают Аско Парпола, Иравадхам Махадэван, Юрий Кнорозов). Следующей по популярности, со ссылкой на мифоисторические данные «Махабхараты» и «Ригведы», является индоарийская гипотеза (в частности, развиваемая греческим ученым Н. Казанасом), предполагающая, таким образом, что арии уже жили в Индии к 34 веку до н. э. Неоднократно отмечались значительные аналогии между материальной культурой Хараппской цивилизации и артефактами, описанными в поздневедийской литературе Брахман и Араньяк (в частности, в «Шатапатха-брахмане»). Учёные стремятся пролить свет на предысторию протоиндийской письменности, найти графические аналогии иероглифическим знакам и установить, является ли письменность местной или заимствованной из других регионов. Существует полемическая точка зрения о том, что найденные таблички представляют собой рисунки или пиктограммы, а подлинной письменности в долине Инда не развилось. Последнюю точку зрения поддерживает Майкл Витцель.

## Железный век
Во время раннего железного века, начиная с 911 г. до н. э., возникла Новоассирийская империя, соперничавшая с Вавилоном и другими меньшими царствами за доминирование в регионе. Однако лишь в результате реформ Тиглатпалассара III в VIII веке до н. э. она стала крупной и грозной империей. В среднеассирийский период позднего бронзового века Ассирия была царством в северной Месопотамии (территория современного северного Ирака), которое конкурировало за влияние со своим южным соседом, Вавилонским царством. Начиная с 1365—1076 гг. это была мощная империя, конкурировавшая с Древним Египтом и Хеттским царством. Благодаря кампании Адад-нирари II Ассирия стала огромной империей, которая смогла свергнуть 25-ю династию Древнего Египта и завоевать Египет, Ближний Восток и крупные участки в Малой Азии, а также территории Ирана, Закавказья и восточного Средиземноморья. Новоассирийская империя была наследницей en:Middle Assyrian period (XIV—X веках до н. э.). Ряд учёных, в том числе Р. Н. Фрай, рассматривают Новоассирийскую империю как первую империю в истории в полном смысле этого слова. В этот период арамейский язык стал вторым официальным языком империи, наряду с аккадским, который позднее вытеснил.
В то же время, на обломках Хеттской империи на севере Сирии и юге Анатолии в период 1180-около 700 гг. до н. э. существовали Новохеттские царства, жители которых говорили на лувийском, арамейском и финикийском. Термин «новохеттские» иногда в узком смысле употребляется в отношении говорящих на лувийском языке княжеств, таких, как Мелид (Малатья) и Каркамиш (Кархемиш), хотя в более широком смысле термин «сиро-хеттские царства» ныне применяется по отношению ко всем государствам, возникшим в центральной Анатолии в результате коллапса Хеттского царства — в том числе таким, как Табал и Куэ — а также к царствам северной и прибрежной Сирии.
Царство Урарту существовало на территории современной Армении и северной Месопотамии в период между 860 г. до н. э. и до 585 г. до н. э. Оно располагалось на горном плато между Малой Азией, Месопотамией и Кавказом, ныне известном как Армянское нагорье, а его центр находился у озера Ван (ныне — восточная Турция). Название «Урарту» родственно ветхозаветному термину Арарат.
Термин Нововавилонская империя относится к Вавилонии под властью 11-й Халдейской династии, начиная с восстания Набопаласара в 623 г. до н. э. и вплоть до вторжения Кира Великого в 539 г. до н. э. (впрочем, последний царь Вавилонии Набонид был выходцем из ассирийского города Харран, а вовсе не халдеем). Самым заметным событием истории нововавилонского царства было правление Навуходоносора II.
На протяжении нескольких веков, когда Ассирия господствовала в регионе, Вавилония пользовалась влиятельным статусом и бунтовала при любых признаках потери этого статуса. Несмотря на это, ассирийцам всегда удавалось восстановить лояльность вавилонцев, либо путём увеличения привилегий, либо военным способом. Ситуация окончательно изменилась в 627 г. до н. э. со смертью последнего сильного ассирийского царя Ашшурбанипала, и несколько лет спустя вавилонцы во главе с Набопаласаром восстали против халдейской династии. В союзе с мидийцами и скифами они захватили и разграбили ассирийскую столицу Ниневию в 612 г. до н. э. и Харран в 608 г. до н. э., после чего столица империи вновь переместилась в Вавилон.
Ахеменидская империя была первым из персидских государств, которому удалось установить контроль над значительной частью нынешней территории распространения персидского языка («большого Ирана»), и в целом вторым великим ираноязычным государством (после Мидийской империи). На пике своего развития, охватывая территорию около 7,5 млн км², Ахеменидская империя была крупнейшей по территории империей классической античности, занимая земли трёх континентов, включая земли таких современных государств, как Афганистан, частично Пакистан, Средняя Азия, Малая Азия, Фракия, многие регионы на побережье Чёрного моря, Ирак, север Аравийского полуострова, Иордания, Израиль, Ливан, Сирия, а также все крупнейшие города древнего Египта и Ливии. Во время греко-персидских войн Ахемениды враждовали с греческими полисами, и в то же время они положительно отмечены в Библии как освободители евреев от вавилонского плена и распространители арамейского языка как официального языка империи.

### Китайская цивилизация
Первым известным государством бронзового века на территории Китая было государство Шан-Инь (Династия Шан), сформировавшееся в XIV веке до н. э. в среднем течении реки Хуанхэ, в районе Аньяна.
В результате войн с соседними племенами его территория расширилась и к XI веку до н. э. охватывала территории современных провинций Хэнань и Шаньси, а также часть территории провинций Шэньси и Хэбэй. Уже тогда появились зачатки лунного календаря и возникла письменность — прообраз современного иероглифического китайского письма.
Иньцы значительно превосходили окружающие их племена и с военной точки зрения — у них было профессиональное войско, использовавшее бронзовое оружие, луки, копья и боевые колесницы. Иньцы практиковали человеческие жертвоприношения — чаще всего в жертву приносились пленные.
В XI веке до н. э. государство Инь было завоёвано немногочисленным западным племенем Чжоу, которое до этого находилось в вассальных отношениях с иньцами, но постепенно укрепилось и создало коалицию племён.

### Формирование эллинистического мира
Греческие государства располагались к западу от Индии в Бактрии, на территории северного Афганистана
со времён Александра Македонского около 326 до н. э.: царство
Селевкидов возникло в 323 до н. э., потом Греко-бактрийское царство возникло в 250 до н. э..
Греко-бактрийский царь Деметрий I Аникет вторгся в Индию в 180 до н. э.
дойдя до Паталипутры, и основал Индо-греческое царство, которое занимало различные части северной Индии
вплоть до конца I века до н. э.. При индо-греческих царях буддизм процветал,
и даже считалось, что вторжение греков в Индию было вызвано желанием оказать поддержку империи Мауриев,
для защиты буддийской веры от преследований династии Сунга (185—73 до н. э.).
Один из наиболее известных индогреческих царей Менандр I правил в 160—135 до н. э. Активно поддерживал буддизм, и в традиции
Махаяны он рассматривается как великий покровитель веры, подобнно царям
Ашоке или Канишке- последнему Кушанскому властителю.
Хорошо известен диалог в Милинда между царём Менандром
и монахом Нагасеной около 160 до н. э..

## Средние века в Азии

### Возникновение ислама и Арабский халифат
Ислам возник в Хиджазе в начале VII века. Уже в первый век существования ислама расширение Арабской империи после смерти пророка Мухаммеда привело к созданию халифатов, которые занимали обширную территорию. Образовались мусульманские династии, они следовали друг за другом: Аббасиды,  Сельджукиды и другие.

### Крестовые походы
Кресто́вые походы — серия религиозных военных походов в XI—XV вв. из Западной Европы против мусульман и не только. В узком смысле — походы 1096—1291 гг. в Палестину, направленные на «освобождение» в первую очередь Иерусалима (с Гробом Господним), против турок-сельджуков. В более широком смысле — также и другие походы, провозглашаемые римскими папами, в том числе более поздние, проводившиеся с целями обращения в христианство язычников Прибалтики и подавления еретических и антиклерикальных течений в Европе (катары, гуситы и др.).

### Монгольские завоевания
Монгольские завоевания — войны и походы армий Чингисхана и его потомков в XIII веке в Азии и Восточной Европе. Завоевания Монгольской империи привели к опустошению обширных регионов, покорению многих народов, разрушению городов и памятников культуры. На захваченных территориях возникли ряд государств: Золотая Орда, Чагатайский улус, государство Хулагуидов, империя Юань.

### Османская империя
В 1299 году тюркскими племенами Османа I в северо-западной Анатолии было основано государство, которое затем стало Османской империей. Она достигла наибольшего возвышения в 1590 году. Её земли охватывали часть Европы, Азии и Африки.

### Завоевания и империя Тимура
Во второй половине XIV века среднеазиатский завоеватель Тимур (Тамерлан) основал империю Тимуридов на территории современного Афганистана, Ирана, Месопотамии, северной Индии и Центральной Азии. Она просуществовала до 1507 года.

### Империя Великих Моголов
В 1526 году тимуридский правитель Бабур основал в Индии Империю Великих Моголов. В начале XVIII века, после смерти императора Аурангзеба в 1707 году, она пришла в упадок, и вместо неё доминирующее положение в регионе заняла Империя Маратхов.

## Новое время. Проникновение европейцев
Колониальные завоевания европейцев в Азии начались с плавания португальского мореплавателя Васко де Гама в Индию в 1498 году. Португальцы, закрепившись сначала в построенных ими укреплениях на побережье Индии (главным из них стало Гоа) , начали быстро распространять своё господство по всей Южной Азии, стремясь контролировать судоходство в Индийском океане. Для этого они захватили ключевые порты к западу от Индии, через которые осуществлялась торговля арабских государств и Персии (Сокотра, Ормуз, Бендер-Аббас, Маскат, Аден), а в 1511 году захватили Малакку, крупнейший порт Юго-Восточной Азии. Но их главным достижением стал контроль над торговлей с Молуккскими островами, где выращивали высоко ценимые в Европе пряности, первым шагом к которому было плавание Франсишку Серрана в 1512 году. В 1517 году португальцы установили торговые связи с Китаем, вывозя оттуда в Европу чай, шёлк, фарфор, в 1542 году они добрались до Японии. В 1557 году португальцы основали Макао — первую европейскую колонию в Китае. Так возникла первая в мире португальская глобальная торговая империя.
Но у португальцев появились соперники. Нидерландские купцы также стремились заработать на торговле с Азией. В 1602 году была основана нидерландская Ост-Индская компания, благодаря которой у Нидерландов появилась своя колониальная империя. Голландцы овладели Молуккскими островами, Суматрой, Цейлоном и всюду построивших фактории, составлявшие противовес португальским. При этом голландцы сумели лучше организовать свои торговые дела и совершенно подорвать торговлю португальцев.
Даже раньше нидерландской, в 1600 году, была основана английская Ост-Индская компания. Её деятельность в Индии началась в 1612 году, когда могольский падишах Джахангир разрешил ей основать факторию в Сурате. В 1640 году местный правитель Виджаянагара разрешил компании основать вторую факторию в Мадрасе. В 1668 году Компания арендовала остров Бомбей, бывшую португальскую колонию, переданную Англии как приданое Екатерины Браганской, вышедшей замуж за Карла II.
В середине XVIII века между государствами индийского региона Карнатика, возникшими на обломках империи Великих Моголов, начались конфликты, за которыми стояли и которых направляли европейские колонизаторы в лице Британской и Французской Ост-Индских компаний. От европейских колонизаторов основными игроками выступали француз Жозеф Франсуа Дюпле, в 1742 году ставший губернатором Французской Индии, и англичанин Роберт Клайв. В результате трёх войн Британская Ост-Индская компания обеспечила себе на территории Индии значительное преимущество над другими европейскими торговыми компаниями, а сфера влияния Французской Ост-Индской компании оказалась фактически ограничена Пондишери. Роберт Клайв в 1756—1757 годах одержал крупные военные победы и прочно закрепился в Бенгалии, постепенно расширяя сферу своего управления или влияния на всю Индию, умело играя на противоречиях между навабами и осуществляя военные операции. После Клайва в Индии был учреждён пост генерал-губернатора от Ост-Индской Компании. К середине XIX века Великобритания окончательно установила свое господство над всей Индией.
Великобритания стремилась утвердиться не только в Индии, но и в Афганистане, который граничил с Британской Индией. В 1838 году британская армия легко овладела Кабулом, но затем против британцев началось восстание. В январе 1842 года британцы были вынуждены покинуть Афганистан. В 1878 году британцы вновь вторглись Афганистан, но вновь против них началась народная война и в декабре 1879 года повстанцы овладели Кабулом. Правителю Афганистана удалось навязать договор, по которому он отказывался от дипломатических отношений с другими государствами, кроме Британской Индии, однако во внутренних делах он сохранял полную самостоятельность.
В результате англо-бирманских войн Великобритания к концу XIX века захватила всю Бирму, а Вьетнам в результате франко-вьетнамских войн достался Франции. В 1864 году Франция установила свой протекторат над Камбоджей, а в 1893 году отняла у Сиама (Таиланда) Лаос.
В 1840—42 годах и в 1856—60 годах Великобритания совместно с Францией вели так называемые Опиумные войны против Китая, в результате которых навязало Китаю выгодные для себя договоры. 
В середине XIX века европейские державы и США навязали Японии, как и Китаю, неравноправные договоры, однако в 1868 году в Японии произошло событие, которое резко изменило ход исторического развития этой страны — так называемая реставрация Мэйдзи. После неё начались реформы, которые положили начало модернизации Японии. Императорское правительство Японии заимствовало у Запада его научно-технические, экономические и политические достижения, чтобы страна заняло видное место среди мировых держав.
С расширением военно-политического присутствия Российской империи на Кавказе и в Средней Азии в начале XIX века, российские интересы в регионе столкнулись с британскими. Началась «Большая игра». Во второй половине XIX века Российская империя установила контроль над Средней Азией, происходило российско-британское соперничество за влияние в Персии. Обозначились сферы влияния двух этих государств в Персии: Великобритании — на юге страны, России — на севере, включая Тегеран. В итоге в 1907 году Великобритания и Российская империя заключили соглашение о распределении сфер влияния в Иране, Афганистане и Тибете.
Османская империя в XIX веке переживала упадок, соперничество «великих держав» за раздел её владений называли «Восточным вопросом».
Япония, усилившись к концу XIX века в результате модернизации, создав современную армию и флот, стала проводить агрессивную внешнюю политику. Японцы начали усиленное проникновение в Корею, которая считалась вассалом Китая. Это привело к японо-китайской войне 1894—1895 годов, в результате которой Япония получила остров Тайвань. Затем победа Японии в русско-японской войне 1904—1905 годов позволила ей превратить Южную Маньчжурию и Корею в свои протектораты и получить право владения южной частью острова Сахалин. Во время Первой мировой войны Япония захватила тихоокеанские острова, бывшие владениями Германии и еще больше усилила свои позиции в Китае.
В первые десятилетия XX века в ряде стран Азии произошли революционные события, давшие современникам повод говорить о «пробуждении» Азии.
В 1905—1911 годах происходила революция в Персии. В августе 1906 году Мозафереддин-шах Каджар издал указ о введении конституции и созыве меджлиса (парламента). Однако затем началась затяжная борьба между шахом и меджлисом, центральными и местными властями. В неё вмешались Российская империя и Великобритания, которые ввели свои войска в Персию. Революционные силы были подавлены, меджлис был распущен.
В Османской империи летом 1908 года армейские офицеры-младотурки выступили против султана и султан был вынужден созвать парламент. В 1909 году сторонники султана подняли мятеж, восстановив на короткое время его абсолютную власть. Но младотурки сформировали из верных им частей так называемую армию действия и мятеж был подавлен. Султан Абдул-Хамид II был низложен, на престол был возведён султан Мехмед V. При новом султане младотурки взяли власть в свои руки.
В Китае руководимая Сунь Ятсеном организация «Тунмэнхуэй» подготовила начавшуюся в октябре 1911 года революцию, получившую название Синьхайской. Династия Цин была свергнута, но желающих захватить власть в огромной стране оказалось много. Диктатором стал генерал Юань Шикай, но после его смерти в 1916 году государство фактически распалось.

## Новейшее время. Деколонизация
Решающий слом колониальной системы (деколонизация) произошёл после Второй мировой войны 1939 — 1945 годов. Деколонизация приветствовалась обеими тогдашними сверхдержавами, СССР (в лице Сталина и Хрущёва) и США (Эйзенхауэр).
С большим трудом приобрела национальную независимость Индия, во многом благодаря начатой Ганди кампании пассивного противодействия (инд. Satyagraha) и в 1947 году Индия обрела независимость, а в 1960 году ещё целый ряд африканских владений. После поражения под Дьенбьенфу французы ушли из Французского Индокитая. Относительно спокойно в 1940-е годы преобразовалась некогда могущественная империя Нидерландов.
В феврале—марте 1979 года произошла китайско-вьетнамская война — первая в истории война между социалистическими странами.